# Pedro Fernandez de Lugo
Pedro Fernández de Lugo, probablement né à Séville vers 1575 et mort à Santa Marta le 15 octobre 1536, est un conquistador espagnol qui hérite de son père, Alonso Fernández de Lugo, la fonction de gouverneur et d'Adelantado des îles canariennes de La Palma et de Tenerife ainsi que du titre de capitaine général de la côte berbère. En 1535, il obtient de la Couronne espagnole le titre de gouverneur et Adelantado de la province de Santa Marta, sur la côte de l’actuelle Colombie. 
En avril 1536, il confie à son lieutenant, Gonzalo Jiménez de Quesada, le commandement d’une expédition qui a comme objectif de remonter le río Magdalena jusqu’à ses sources dans l’espoir de trouver un nouveau chemin vers le Pérou. L’expédition change de direction en cours de route pour gravir les flancs de la Cordillère orientale colombienne et atteindre l’altiplano cundiboyacense, un plateau de trente mille kilomètres carrés situé à deux mille six cents mètres au-dessus de niveau de la mer. Ils y découvrent et soumettent les Muiscas (aussi appelés Chibchas), une civilisation jusque-là inconnue des Européens. Sur le territoire Muisca, Jimenez fonde, n 1538, la ville de Santa Fe de Bogota.

## Biographie
Pedro Fernández de Lugo passe son enfance à Séville avec sa mère, son frère, Fernando, et sa sœur, Beatriz, pendant que son père, Alonso Fernández de Lugo, participe à la conquête de l’ile de Grande Canarie. Une fois les dernières poches de résistance des indigènes guanches éliminées, en 1484 ou 1485, Alonso fait venir sa famille sur les terres qu’il a reçues en récompense pour ses services,,.
Il n’est pas certain que Pedro Fernández se soit joint, en 1493, à la conquête de l’ile de La Palma dirigée par son père. Il est par contre établi que celui-ci, faisant face à des difficultés financières après l’échec de sa première tentative de conquête de l’ile de Tenerife (1494), dut donné ses deux fils, Pedro et Fernando en gages pour que Inés Peraza, seigneure des îles de Fuerteventura et de Lanzarote, lui accorde son appui en hommes et en ravitaillement pour sa deuxième tentative d’invasion (1495-1496).
En récompense pour avoir ajouté de nouveaux territoires à la Couronne de Castille, la reine Isabelle la Catholique nomme Alonso Fernandes, l’autre nom d’Alonso Fernández, gouverneur des deux îles. Pour sa part, Pedro Fernández reçoit de son père des terres sur l’île de La Palma ainsi que sur l’île de Tenerife. 
Au cours des années suivantes, en plus de l'exploitation des plantations de canne à sucre et des mines de calcaire, Pedro Fernández participe à des razzias sur la côte africaine voisine afin d’y capturer des esclaves et du bétail. En 1501, Alonso Fernández reçoit le titre d’Adelanto (Adelantado, en espagnol) et de capitaine général de Berbérie, titres qu’il légua à Pedro Fernández, en 1509. 

## Vie personnelle
Pedro Fernández de Lugo se marie en 1497 (ou peut-être en 1502) avec Inés de Herrera y Ayala avec laquelle il eut deux enfants : Alonso Luis Fernández de Lugo et Beatriz de Ayala. Inés est la fille du seigneur de La Gomera, Hernán Peraza le Jeune (es) (tué en 1488 par ses vassaux guanches) et de Beatriz de Bobadilla. 
Cette dernière a laissé sa marque dans l’Histoire pour avoir mené une cruelle campagne d’extermination contre les membres des bandes guanches de l’île de la Gomera coupables de s’être révoltés contre les abus de son mari, Hernán Peraza, et de l’avoir assassiné. Une répression qui laissa l’ile entièrement dépeuplée de ses habitants autochtones. C’est pour cela qu’elle est connue sous le surnom de la « Sangrieta » (la Sanglante). D’autres la surnommèrent la « Cazadora » (la Chasseuse). Elle est de plus soupçonnée d’avoir été obligée par la reine Isabelle la Catholique de marier Hernán Peraza et de s’exiler dans les îles Canaries après avoir séduit le roi Ferdinand II d’Aragon. On la soupçonne également d’avoir entretenu une relation, sinon amoureuse du moins amicale, avec Christophe Colomb qui profita de chacun de ses voyages vers le Nouveau Monde pour faire escale dans l’île de la Gomera pour la visiter.  
À la même époque, le père de Pedro, Alonso Fernández de Lugo, épouse en secondes noces avec la précédemment citée Beatriz de Bobadilla, la mère de l’épouse de son fils. Un mariage qui lui donnait la haute main sur quatre des sept îles de l’archipel (La Palma, Tenerife, la Gomera et El Hierro).    

## Gouverneur de l’île de La Palma et de l’île de Tenerife
En 1523, Pedro Fernández de Lugo reçut de son père le titre de gouverneur de l’île de La Palma et il hérita du titre de gouverneur de l’île de Tenerife à la mort de ce dernier en 1525. Alonso Fernández de Lugo lui avait par ailleurs déjà transféré son titre d’Adelantado des îles Canaries et de Capitaine général de la côte Berbère en 1509.  
Son administration fut controversée[pas clair]. Des plaintes déposées auprès de la Couronne menèrent à plusieurs enquêtes (jugement de résidence) dont il réussit toutefois à se libérer. Ses constants problèmes financiers l’entraînèrent aussi dans de nombreuses procédures judiciaires avec ses créanciers. Un procès fut également intenté contre lui pour des motifs économiques par sa belle-mère et ses demi-sœurs. L’exécution du mari de la veuve de son oncle provoqua un grand scandale.  

## Gouverneur de Santa Marta
Depuis le premier voyage de Colomb vers le Nouveau-Monde, en 1492, les navires espagnols descendaient jusqu'aux îles Canaries afin de profiter des vents dominants. Ils s'y réapprovisionnaient en eau, en bois pour la cuisson, ainsi qu'en fruits et légumes frais. Ils s’y procuraient aussi du bétail, ce qui permettait aux animaux d’écourter la durée du voyage. Tout comme Colomb, qui y avait fait réparé le gouvernail de La Niña, ils en profitaient également pour effectuer d’ultimes réparations sur leurs bâtiments avant d’entreprendre la traversée de l’Atlantique.
En tant que gouverneur de l’île de Tenerife et de La Palma, Pedro Fernández de Lugo recevait chez lui ces capitaines. Il était ainsi très bien informé des dernières nouvelles concernant l’exploration et la conquête de des nouveaux territoires et il put ainsi élaborer des plans afin de pouvoir lui aussi profiter de leurs richesses. 
Bien que déjà âgé de près de soixante ans, Pedro Fernandez entreprit des démarches au début des années 1530 pour obtenir le titre d’Adalentado (adelantado, en espagnol) et gouverneur de la province du Río de La Plata dans l’Atlantique sud. Pressé par ses ennuis financiers et attiré par les rumeurs diffusées par les hommes des précédentes expéditions de Sébastien Cabot et Diego García de Moguer, selon lesquelles on pouvait y trouver de grandes richesses, il espérait y faire fortune. Finalement, ces privilèges furent accordés à Pedro de Mendoza en 1535. 
Certains des visiteurs de Pedro Fernandez lui avaient également parlé des résultats obtenus par les expéditions organisées par gouverneur de Santa Marta, García de Lerma, afin de découvrir un chemin permettant d’atteindre le Pérou (qui n’existait pourtant pas à l’époque) à partir de la côte caraïbe. En apprenant le décès de ce dernier, il envoya son fils Alonso Fernández de Lugo à Séville afin de négocier une entente avec la Couronne espagnole pour devenir le prochain gouverneur de cette province et un accord fut signé en janvier 1535,,. 
Alonso se mit aussitôt à l’œuvre à Séville pour recruter une armée de six cents hommes et affréter des navires pour les transporter jusqu’à Santa Cruz de Tenerife où une quantité équivalente de Canariens recrutés sur place devaient se joindre à eux. Le 10 novembre 1535, Pedro Fernandez fit de l’avocat Gonzalo Jiménez de Quesada son second et lui donna la responsabilité d’administrer la justice parmi les membres de l’expédition. Une flotte de dix navires transportant mille deux cents hommes quitta le port de Santa Cruz de Tenerife le 28 novembre 1535. 
Arrivée à Santa Marta dans les premiers jours de janvier 1536, l’expédition dut immédiatement faire face à une situation de crise : la colonie étant dans un piètre état, elle n’était pas en mesure de ravitailler son armée. De plus, l'entente conclue entre Pedro Fernández et ses créanciers prévoyait qu'il devait les rembourser quarante jours après son arrivée ce qui lui imposait de trouver le plus rapidement possible une source de revenus. Il lança donc  immédiatement une expédition en direction des villages de la toute proche Sierra Nevada afin d’exiger que les indigènes lui fournissent des vivres et de l'or. L’opération ne fut pas fructueuse et pendant qu’une partie de son armée revenait à Santa Marta, il en envoya une autre partie dans la vallée de Tayrona sous les ordres de son fils, Alonso Luis Fernández de Lugo. Celui-ci eut plus de succès et revint avec une certaine quantité d’or, mais il s’empressa de s’enfuir à Tenerife avec son butin, abandonnant son père à ses problèmes,. 
Face au manque de nourriture et à des épidémies qui décimaient ses hommes, le nouveau gouverneur se mit à l’œuvre pour organiser une grande expédition dont il confia le commandement à son homme de confiance, Gonzalo Jiménez de Quesada. Il lui ordonna de remonter le río Magdalena jusqu’à ses sources, car celles-ci, selon toute probabilité, ne devaient pas être loin du Pérou. Profitant des informations que lui fournirent les officiers qui avaient déjà mené des expéditions dans cette direction, Pedro Fernández sépara son armée en deux forces. L’une était composée de six cents hommes qui allait cheminer à pied en faisant un grand détour pour éviter de traverser les marécages du delta du fleuve. L’autre, formée de cinq brigantins transportant des vivres et deux cents hommes devait pénétrer dans le fleuve et rejoindre l’armée de terre commandée par Jiménez de Quesada à un point situé à 500 km à l’intérieur des terres. Pedro Fernández, malade, devait quant à lui rester à Santa Marta avec une poignée d’hommes. 
L’armée de Jiménez quitta Santa Marta le 5 avril 1536 et, après avoir perdu une centaine d’hommes en cours de route, rencontra la flottille de brigantins en juillet. Ils firent route ensemble sur un court, mais difficile parcours où une autre centaine d’hommes perdirent la vie, surtout à cause de la fatigue et de la malnutrition. De fortes hausses du niveau d’eau du Magdalena les obligèrent ensuite à s’arrêter pendant plusieurs mois dans le village indigène de La Tora. Deux cents hommes y décédèrent encore. Se fiant à des informations voulant qu’un peuple possédant de grandes richesses vivait sur un plateau élevé situé à l’est du fleuve, Jiménez changea l’objectif de son expédition et quitta La Tora en février 1537 avec cent soixante-dix hommes. Personne au monde n’eut de leurs nouvelles pendant les deux années qui suivirent alors qu’ils allaient découvrir et assujettir la civilisation Muisca (aussi appelée Chibcha), un peuple d’agriculteurs peu belliqueux, mais habiles artisans. Trahissant leur promesse d’attendre le retour de Jiménez, les brigantins revinrent à Santa Marta en mars 1537 pour apprendre que le gouverneur Pedro Fernandez était décédé le 15 octobre 1536.